# Virgilio Mattoni
Virgilio Mattoni Fuentes (Sevilla, 30 de enero de 1842- Sevilla, 22 de enero de 1923) fue un pintor español del historicismo y del realismo postromántico.

## Biografía

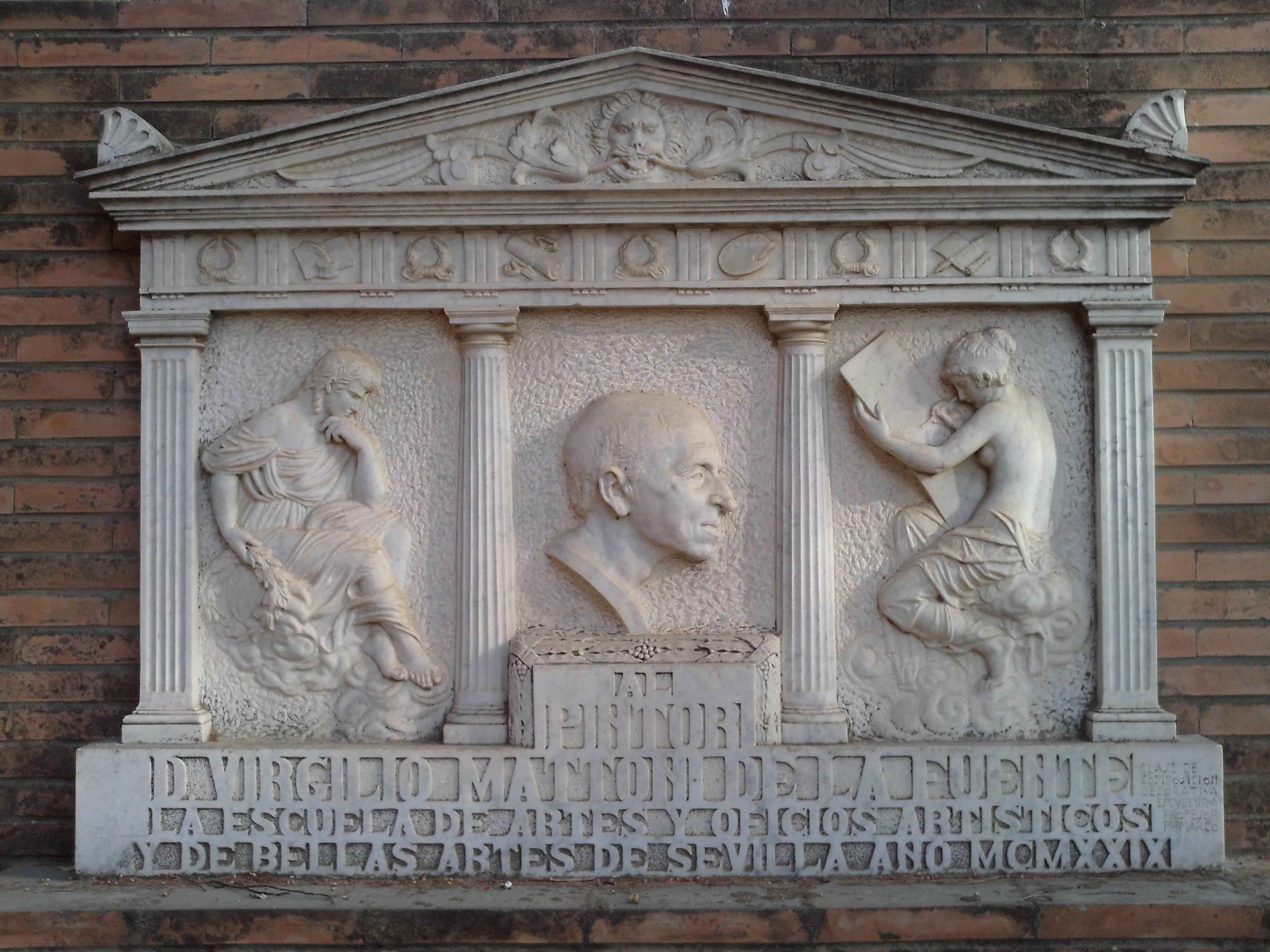
Relieve dedicado a Virgilio Mattoni en la Escuela de Arte de Sevilla.

Fue hijo de Felipe Mattoni y María Lutgarda de la Fuente. Nació en el barrio de Santa Cruz de Sevilla. Desarrolló un gran aprecio por este barrio y vivió en él toda su vida. Se bautizó en la iglesia del Sagrario, perteneciente a la catedral de Sevilla. Se formó en la Escuela Provincial de Bellas Artes de Sevilla de 1856 a 1868, en la cual fue alumno de Eduardo Cano de la Peña y de Joaquín Domínguez Bécquer. Entre mayo y diciembre de 1870 tuvo su estudio de pintura en el Alcázar de Sevilla.
A los 30 años, completó sus estudios en la Academia Chigi de Roma, entre los años 1872 y 1874, donde entró en contacto con otros artistas españoles como José Villegas, José Jiménez Aranda y José García Ramos, también pintores sevillanos, que le presentaron a Mariano Fortuny. Regresó al barrio Santa Cruz de su ciudad y, entre diciembre de 1875 y abril de 1876, puso su taller de pintura en el número 15 del patio de Banderas. Posteriormente lo trasladó a la calle Maese Rodrigo y, luego, a la calle Cruces, número 7.
En 1886 la Real Academia de Bellas Artes de San Fernando de Madrid escogió a Mattoni como académico de número. Este nombramiento le hizo también miembro de la Comisión Provincial de Patrimonio. Ese mismo año diseñó un altar portátil para los cultos de la Virgen de la Paz de la parroquia de Santa Cruz. En 1887 fue escogido como académico de la Sección de Pintura de la Escuela Provincial de Bellas Artes de Sevilla. En 1914 fue nombrado académico de la Cátedra de Dibujo de esta escuela.
En 1896 el artista propuso al Gobierno que la escuela fuese llamada Academia de Santa Isabel de Hungría, en recuerdo de cuando pasó a llamarse Real Academia de Bellas Artes Santa Isabel al ser constituida como real patronato en 1843 por Isabel II. Este nombre se perdió cuando la institución pasó a ser una escuela dentro de la Universidad de Sevilla. El nombre "de Santa Isabel de Hungría" se añadió a la institución en 1921. En la primera mitad del siglo XX la Academia de Santa Isabel de Hungría se refundó como una institución independiente de la Universidad de Sevilla y con el mismo reglamento que la Real Escuela de Bellas Artes de San Fernando. En 1921 esta institución independiente pasó a llamarse la Real Academia de Santa Isabel de Hungría, por una petición realizada por José Sebastián Bandarán.
En 1896 fue nombrado secretario de la Escuela Provincial de Bellas Artes por el rector de la Universidad de Sevilla, de la que dependía.
En octubre de 1900 obtuvo la Cátedra de Aplicaciones del Dibujo Artístico a las Artes Decorativas en la misma Escuela de Bellas Artes. En 1903 se encargó de la Cátedra de Composición Decorativa y en 1906 de la Cátedra de Estudio de las Formas de la Naturaleza y el Arte.
En 1907 el cabildo catedralicio le encargó a una comisión formada por Virgilio Mattoni, Joaquín Bilbao, José Gestoso y otros artistas evaluar los cuadros de la catedral para cambiar la colocación de los más valiosos.
En 1916 dejó su cargo de secretario de la Escuela de Bellas Artes por estar ocupado con otras actividades de arte. En 1917 fue nombrado director de la Escuela de Artes, Industrias y Bellas Artes.
Mantuvo relación de amistad con los escritores Miguel Rodríguez Seisdedos, Fernán Caballero y con Antonia Díaz Fernández de Lamarque y su esposo, José Lamarque de Novoa. Participaba en tertulias en la casa del pintor José Sebastián Valladares, en la calle Pimienta número 8. A estas acudía habitualmente Luis Lerdo de Tejada, ayudante de los duques de Montpensier. Durante una temporada, Virgilio Mattoni tuvo su estudio en una estancia del palacio de San Telmo, donde residía el duque de Montpensier.
Falleció en 1923. A su muerte, Francisco Marco le hizo una mascarilla mortuoria. Marco y sus discípulos elaboraron una lápida de mármol italiano en su memoria, con el busto de Virgilio en el centro flanqueado por dos figuras alegóricas de la pintura y la literatura. Esta lápida fue colocada en la Escuela de Bellas Artes.
El ayuntamiento le puso su nombre a una calle del barrio Cerro del Águila.

## Obra

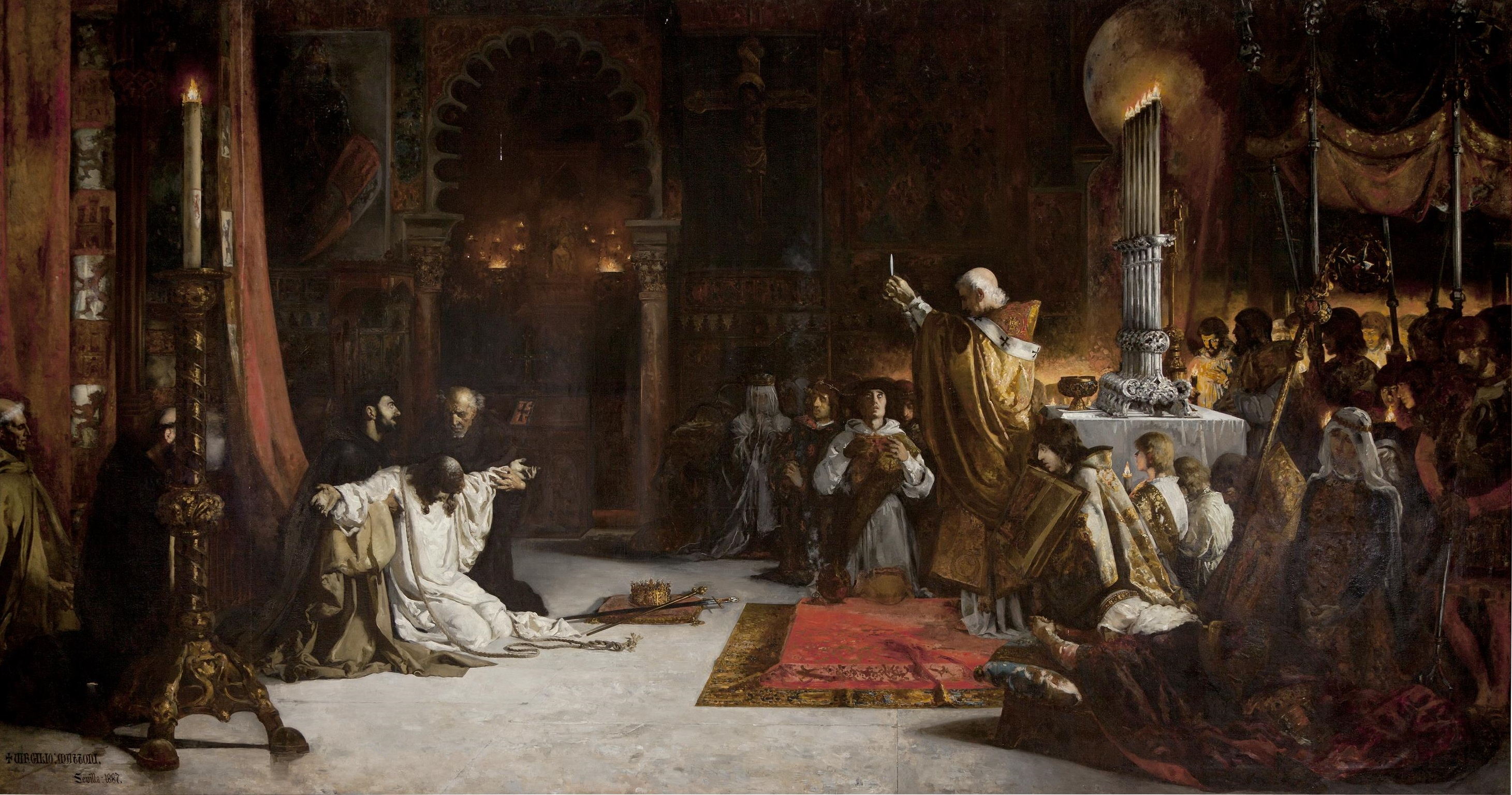
Las postrimerías de Fernando III el Santo. 1887. Virgilio Mattoni.

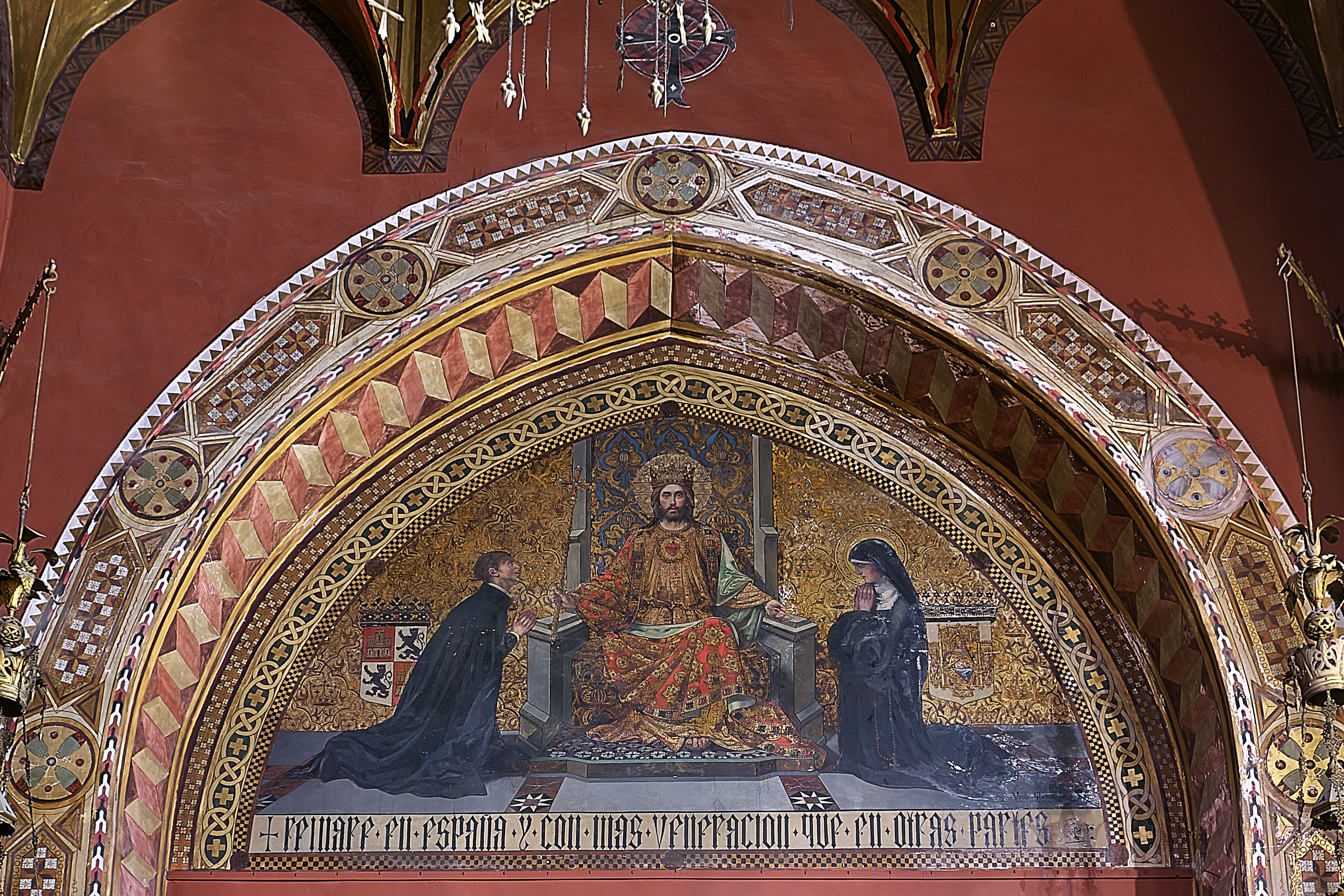
Cristo Rey, Iglesia de San Andrés (Sevilla)

Practicó el retrato, el género histórico y los temas religiosos. Su estilo académico se acercó en ocasiones a las tendencias modernistas. Publicó algunos artículos en la prensa local sobre historia del arte. Entre estos destacan el artículo Sevilla en sus pintores y su estudio sobre el retablo de San Bartolomé de la catedral de Sevilla, ambos de 1920.
En 1881 obtuvo la Segunda Medalla de la Exposición Nacional de Bellas Artes por su cuadro Las termas de Caracalla, que había pintado en Roma. En 1887 obtuvo la Medalla de Segunda Clase en la Exposición Nacional de Bellas Artes por su cuadro Las postrimerías de Fernando III el Santo.
Sus principales obras de arte sacro son:
- 1868. San Jerónimo. Museo de Bellas Artes de Sevilla. Copia de una obra del siglo XV que se encuentra en el monasterio de San Isidoro del Campo, Santiponce.[15]
- 1868. Santa Catalina. Museo de Bellas Artes de Sevilla. Copia de una obra del siglo XV que se encuentra en el monasterio de San Isidoro del Campo, Santiponce.[15]
- 1868. Santo obispo. Museo de Bellas Artes de Sevilla. Copia de una obra del siglo XV que se encuentra en el monasterio de San Isidoro del Campo, Santiponce.[15]
- 1891. El Salvador.[15]
- 1886. Dibujo con un diseño de un altar portátil para usarlo en una novena a la Virgen de la Paz de la iglesia de Santa Cruz. Sevilla.[16]
- Boceto que representa un proyecto de andas para la Virgen de los Reyes. Encargo de María Luisa Fernanda de Borbón. Se encuentra en la capilla real de la catedral de Sevilla.[17]
- C. 1874-1888. San Emigdio.[18]
- C. 1874-1887. Santa Isabel de Hungría.[18]
- 1894. Beato Diego de Cádiz. Muro frontal del altar de la Virgen de los Dolores. Capilla de la Virgen de los Dolores de la catedral de Sevilla.[19][20]
- 1897. Anunciación. Catedral de Sevilla.[21]
- 1901. Santísima Trinidad. Altar de la Virgen de Belén. Catedral de Sevilla.[22][23]
- 1901. San Pedro.[20]
- 1904. La Coronación de la Virgen. Iglesia de San Andrés. Sevilla.[24]
- Sagrado Corazón de Jesús.[20]
- Purísima Concepción.[25]
- San Francisco. Iglesia de los Capuchinos, Sevilla.[19]
- San Isidoro y San Clemente. Tablas en el retablo mayor del hospital de los Venerables Sacerdotes. Sevilla.[19]
- Trinidad y la Virgen. Iglesia de San Andrés. Sevilla.[26]
- Santa Isabel de Hungría y San Clemente. Retablo lateral de la iglesia del convento de los Capuchinos. Sevilla.[27]

Sus principales retratos son:
- 1887. Autorretrato. Colección de Félix Lacárcel. Sevilla.[28]
- 1888. Cardenal Ceferino González. Biblioteca Colombina de Sevilla.[29]
- Dédada de 1890. Adolfo López Rodríguez. Escultor.[18]
- 1903. José Lamarque de Novoa. Diplomático. Salón principal de la alquería del Pilar. Dos Hermanas.[30]
- 1900. María Dolores Guzmán Vélez Ladrón de Guevara.[31]
- 1917. Anselmo Leonardo García y Ruiz. Catedrático de Filosofía y Letras de la Universidad de Sevilla.[32]
- 1919. José Sebastián y Bandarán. Doctor en teología.[32]
- José María Ruiz y García. Canónigo de la catedral de Sevilla y administrador del hospital de Venerables de Sacerdotes.[31]
- Cayetano Fernández Cabello. Preceptor de la catedral de Sevilla.
- Sor Bárbara de Santo Domingo. Monja dominica del convento Madre de Dios de Sevilla.[32]
- Papa León XIII. Cuadro del arzobispado de Sevilla.[33]
- Cardenal Marcelo Spínola y Maestre. Cuadro del arzobispado de Sevilla.[34]

Otras obras de este autor son:
- 1879. Isabel la Católica atravesando uno de los salones de la catedral de Sevilla. Esta obra fue presentada en la Exposición de Cádiz de 1879.[6]
- 1881. Las termas de Caracalla. Subastado en Christie's en 2002.[35]
- 1887. Las postrimerías de Fernando III el Santo. Alcázar de Sevilla.
- 1895. Autorretato en el estudio del pintor. Sevilla. Colección particular.[36]
- 1902. Las termas de Caracalla. Réplica del original de 1881. En el primero las columnas eran blancas y en esta copia las columnas son rojas. Subastado en Sotheby's en 1998.[35]
- 1903. Paisaje urbano. Este cuadro muestra a una mujer tendiendo ropa en un patio con macetas. Sevilla. Colección de Francisco Escalante.[37]
- 1905. Procesión del Santo Viático por los jardines de San Telmo. En este cuadro aparece en la procesión la infanta María Luisa. Sevilla. Colección de Manuel Lerdo de Tejada.[38]
- Desposorio místico. Muestra a una pareja y es de estilo neobizantino. Sevilla. Colección de Félix Lacárcel.[39]
- El príncipe de Viana. Este cuadro muestra al príncipe en su trono junto a un clérigo. El pintor Moreno Carbonero realizó un cuadro con el mismo tema. Paradero desconocido.[40]
- Estudio de ángeles niños. Es un boceto dibujado a lápiz. Sevilla. Colección de Bernardo Roca.[41]
- Estudio de desnudo. Es un boceto dibujado a lápiz. Sevilla. Colección de Félix Lacárcel.[41]

Existe un cuaderno de apuntes del autor, realizado en 1892, con cinco dibujos con apuntes:
- La capilla. 23 de junio en la hacienda de Lerena. Carrión de los Céspedes.
- Torre mudéjar de la capilla. Carrión de los Céspedes.
- Ventana de mi cuarto. Siglo XVI. 24 de junio de 1892.
- Puerta del siglo XVI. 24 de junio.
- Capilla mudéjar. 24 de junio de 1892.

## Galería

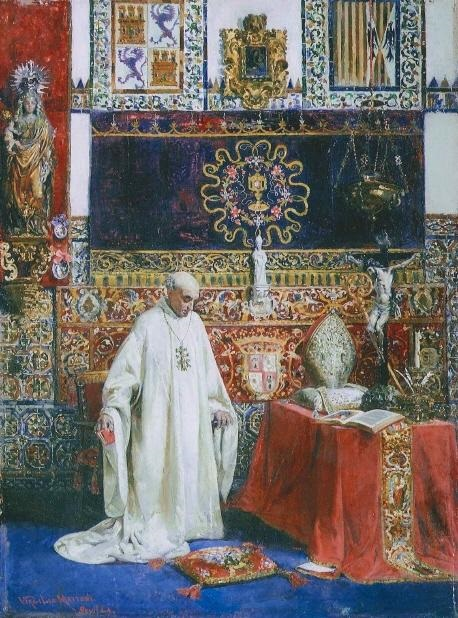
El Abad
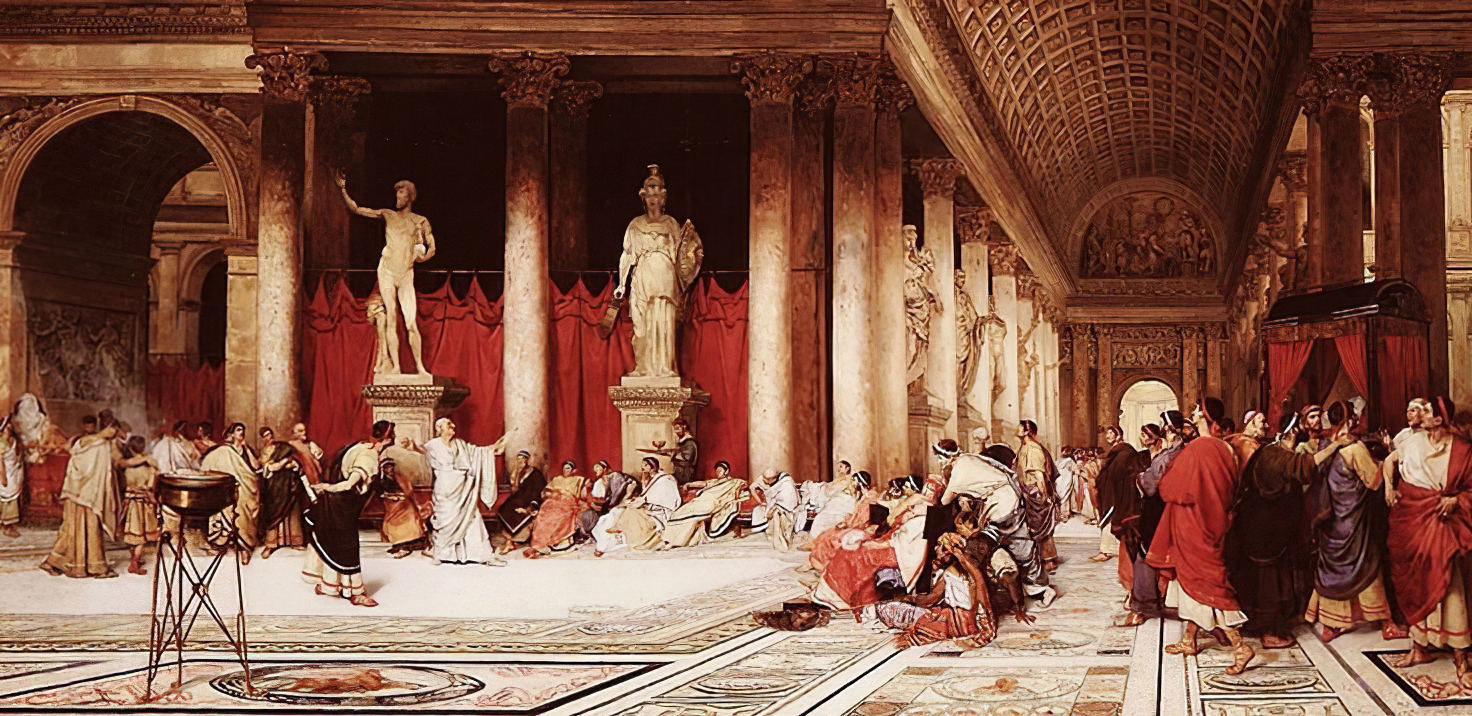
Las termas de Caracalla Termas de Caracalla, 1881
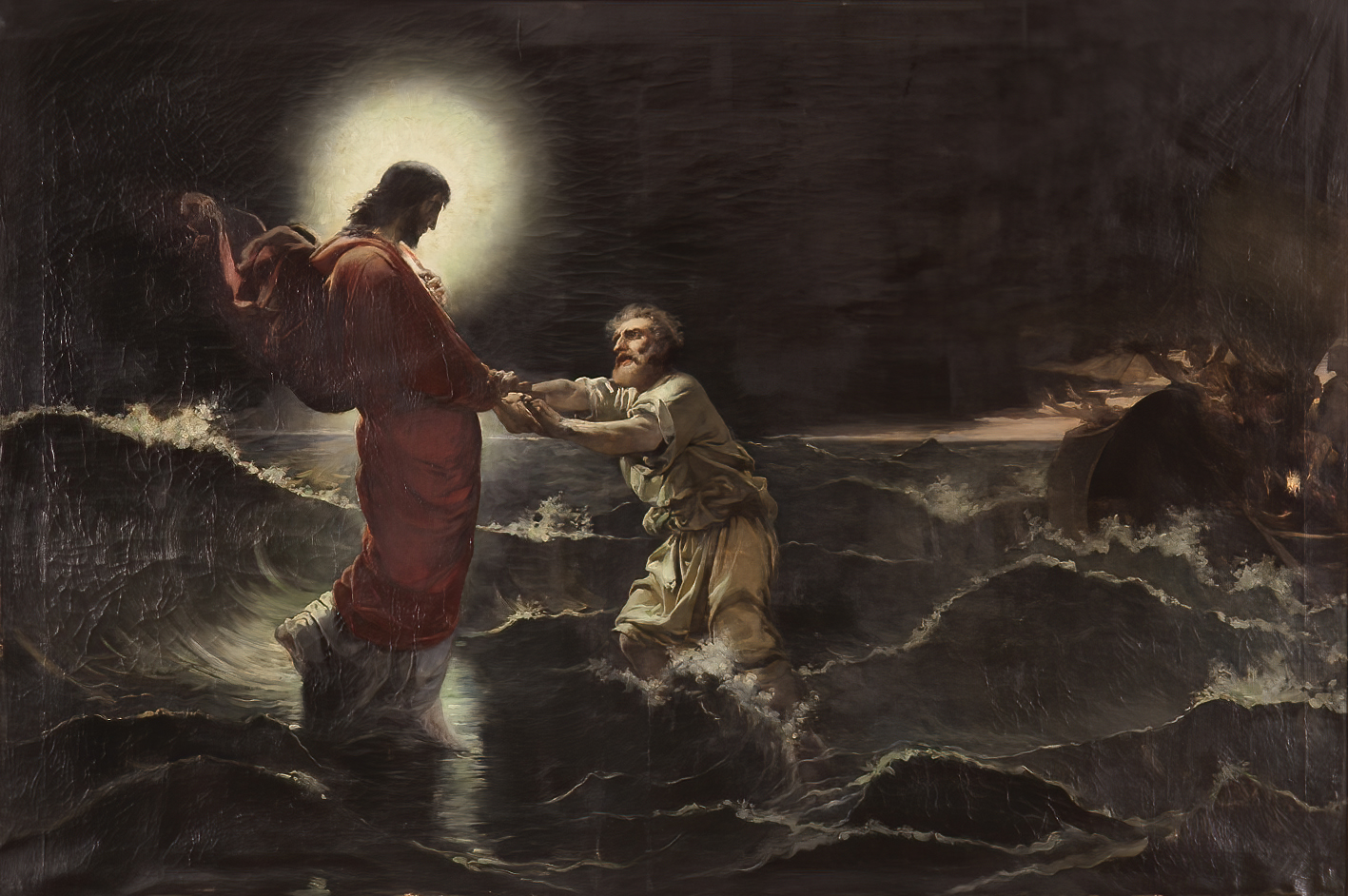
Cristo caminando sobre las aguas (Iglesia de San Pedro, Sevilla)
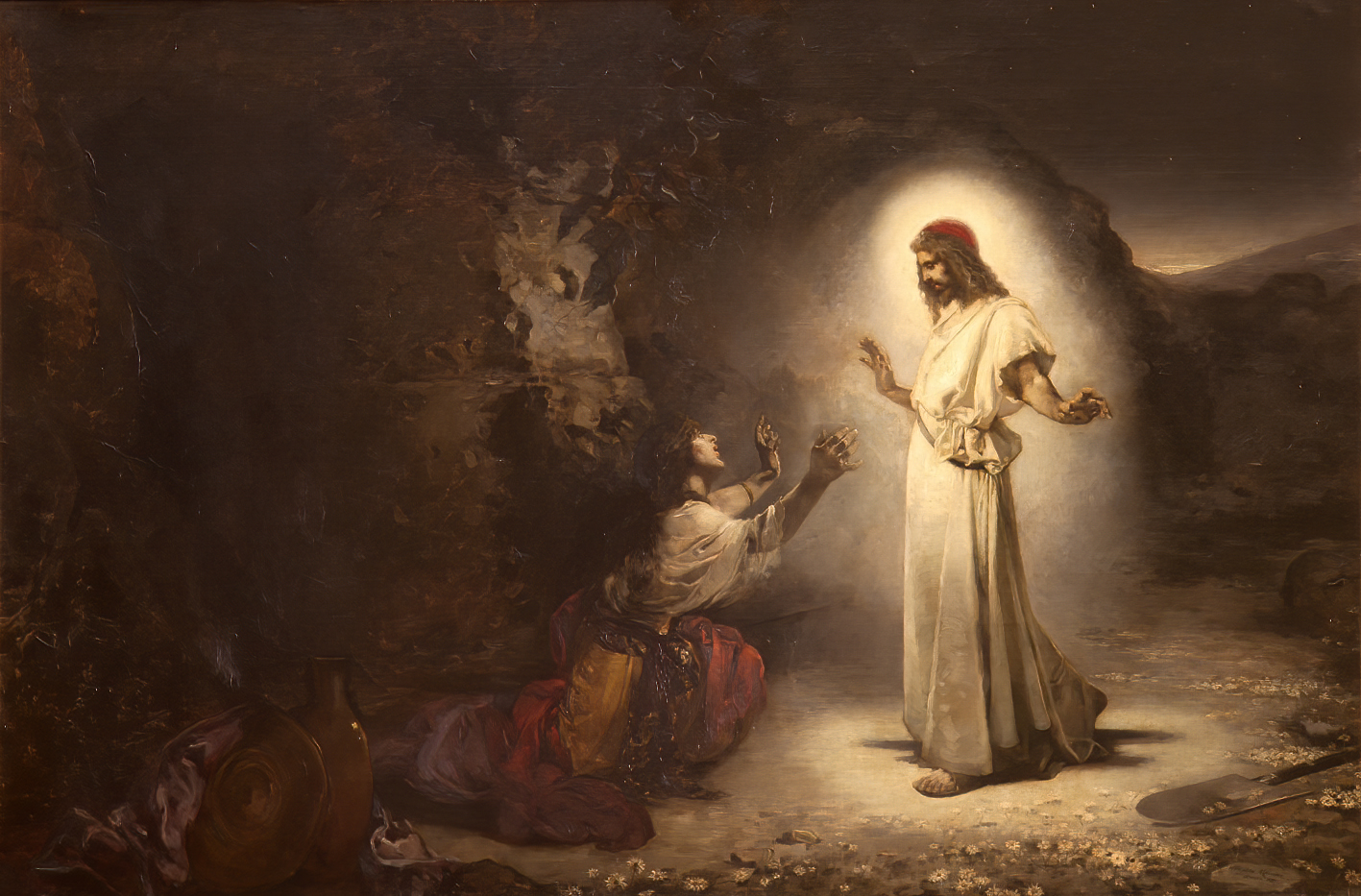
Noli me tangere